# Hemester

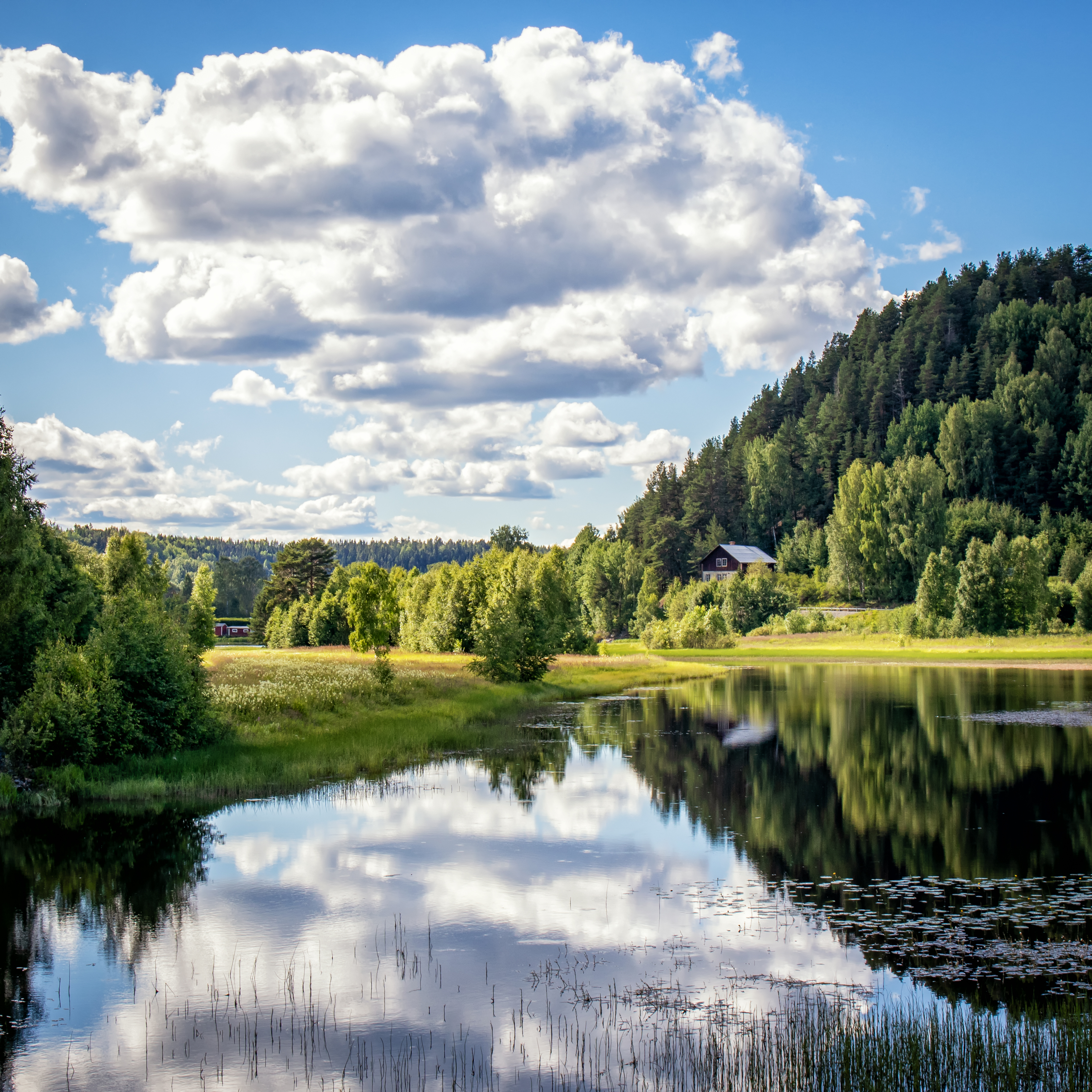
Hemesterbild i Ångermanland av en Örnsköldsviksbo.

Hemester är en semester som ägnas i eller i närheten av hemmet. Ordet är ett teleskopord bildat av hemma och semester, baserat på det amerikanskengelska begreppet staycation. Uttryckets svenska variant myntades i radioprogrammet Spanarna. Andra ord för samma fenomen är svemester, stugsittarsemester, americation eller naycation. Ordet fanns med på språkrådets lista över nyord 2009. Hemester fick ett uppsving i början av 2020-talet i samband med covid-19-pandemin då det rådde reserestriktioner och temporärt inreseförbud i många länder. En hel del valde då att semestra i hemlandet.

## Uppkomst
Staycation blev ett hett begrepp i USA sommaren 2008 när bensinpriset och den ekonomiska krisen gjorde att många amerikaner inte upplevde sig ha råd att åka på semester. Även i Storbritannien och i Sverige har begreppet blivit omtalat och i skotsk media rapporteras att trenden att stanna hemma på semestern har givit mycket positiv effekt på den skotska turistsektorn.

## Betydelse och exempel
Hemester ska inte ses som ett andra klassens alternativ till semester, utan istället fokuserar man genom hemesterbegreppet på hur man med hemmet som bas kan uppleva sin näromgivning och ta vara på sin ledighet. Det finns även användare som pekar på att hemester kan vara mer avstressande än semester och mer miljövänligt.
En hemester behöver inte vara dyr eller kräva mycket planering. Några vanliga hemesternöjen i Sverige är att bada, besöka naturreservat, tälta, ta båten till någon ö, campa med husbil alternativt husvagn eller bo i fritidshus. Dessutom anordnar många kommuner lokala sommaraktiviteter.
Ett exempel på en familj som satsar på hemester istället för semester är den familj som köper en pool istället för en charterresa, eller väljer att göra dagsutflykter istället för att hyra en avlägsen stuga.